# Thất Tiên Nữ
Thất Tiên Nữ hay Bảy nàng tiên là phim truyền hình thể loại cổ trang, thần thoại do Đài truyền hình Giang Tây và Công ty TNHH Văn hoá nghệ thuật Hoàn cầu Ưu Tái Bắc Kinh hợp tác sản xuất, được công chiếu vào năm 2004.

## Lịch sử
Nhan đề gốc của phim là Hoan Thiên Hỷ Địa Thất Tiên Nữ (tiếng Trung: 欢天喜地七仙女; bính âm: huān tiān xǐ dì qī xiān nǚ). Thất Tiên Nữ là bộ phim lấy bối cảnh Trung Quốc thời phong kiến, bảy nàng công chúa con của Ngọc Hoàng và Vương Mẫu Nương Nương xuống phàm dạo chơi. Phim có tổng cộng 38 tập, mỗi tập dài khoảng 47 phút.
Tại Việt Nam, phim được trình chiếu vào lúc 12h trưa trên kênh HTV7 vào năm 2006, lúc 08h30 tối trên kênh Truyền hình của Đài phát thanh và truyền hình Hà Nội năm 2007 và 18h chiều trên VTV3 vào năm 2014.

## Nội dung
Bộ phim được dựng theo truyền thuyết dân gian Trung Quốc Thiên tiên phối (hay "Đổng Vĩnh và bảy tiên nữ"). Nhân vật chính là một người trần tên là Đổng Vĩnh, người Hiếu Cảm, Hồ Bắc (có thuyết nói là người huyện Bác Hưng, Tân Châu, Sơn Đông), do phải bán mình lấy tiền làm ma chay cho cha nên đã làm cho tiên nữ trên thiên đình cảm động và Thất công chúa đã lén trốn xuống trần để kết duyên vợ chồng với chàng.
Bộ phim kể về bảy tiên nữ, con của Vương Mẫu nương nương. Trong một lần dạo chơi dưới trần gian, Thất công chúa đã gặp và yêu một người phàm trần là Đổng Vĩnh. Sau khi về trời, vì quá nhớ thương Đổng Vĩnh nhân hậu thật thà, nàng lại một lần nữa hạ phàm. Các nàng tiên còn lại vì thương em nên đã bao che cho cô. Không ngờ, hội bàn đào lại được tổ chức đúng vào ngày Thất công chúa đi chưa được bao lâu. Vũ khúc Cát Tường của bảy vị công chúa thiếu mất một nhân vật quan trọng. Chỗ trống đó đã được thay thế bởi Thuận Phong Nhĩ. Nhưng Sao Chổi - một hạ tiên chuyên lo việc quét rác trên thiên đình, đi đến đâu cũng bị xua đuổi - vì không được tham dự hội bàn đào nên rất tức giận và đã cố ý làm lộ việc Thất công chúa trốn xuống trần, khiến cô bị tước bỏ tiên cốt, đày xuống trần gian.
Sau đó, y gặp được đại ma đầu Âm Thực Vương (sư đệ của Vương Mẫu nương nương), khi đó đang bị giam trong cấm địa của thiên đình. Vì ham muốn được làm thượng tiên nên Sao Chổi đã nghe lời dụ dỗ của hắn, tìm cách đưa các vị công chúa còn lại xuống trần gian và hợp sức cùng với Giả đại nhân (một tên quan tham gian ác từng tìm cách hại chết Đổng Vĩnh) bày ra những âm mưu thâm độc để hãm hại họ. Tuy nhiên, sau khi giành được quyền trượng của Vương Mẫu nương nương và có được pháp lực vô biên, Âm Thực Vương trở mặt với Sao Chổi. Sao Chổi tỉnh ngộ nên đã quay lại giúp bảy nàng tiên và còn cho họ biết điểm yếu của Âm Thực Vương. Nhờ đó, các nàng tiên đã đánh bại Âm Thực Vương, đồng thời tìm được ý trung nhân cho mình. Vương mẫu nương nương cuối cùng sửa đổi luật trời và tất cả các phò mã đều được thành tiên.

## Sản xuất
- Nhà xuất phẩm:
  - Dương Quốc Quân;
  - Hoàng Diệp Minh;
  - Tiếu Cương;
  - Hoàng Phong
- Tổng giám chế:
  - Dương Tùng
  - Lưu Minh
  - Y San
- Nhà chế tác:
  - Cao Đức Hân;
  - Cô Kiến Cương;
  - Đoạn Vị Danh;
  - Triệu Nghị
- Biên kịch:
  - Phí Dĩnh Lệ;
  - Dung Nhân;
  - Trương Oánh;
  - Lưu Nghị;
  - Cao Chí Văn
- Tổng đạo diễn: Từ Văn Nhạn
- Đạo diễn: Giang thiên; Trần Vịnh Ca
  - Phan Thị Thanh huyền

## Diễn viên
- Trịnh Quốc Lâm / Trịnh Thoại Hiểu trong vai Đổng Vĩnh
- Lưu Dương trong vai Đại công chúa Hồng Nhi (Hồng y tiên nữ Trương Thiên Thọ)
- Mẫu Đơn trong vai Nhị công chúa Tranh Nhi (Tranh y tiên nữ Trương Thiên Dương)
- Vương Tinh trong vai Tam công chúa Hoàng Nhi (Hoàng y tiên nữ Trương Thiên Vinh)
- Tưởng Hân trong vai Tứ công chúa Lục Nhi (Lục y tiên nữ Trương Thiên Xương)
- Dương Nhụy trong vai Ngũ công chúa Thanh Nhi (Thanh y tiên nữ Trương Thiên Hiển)
- Tào Diễm trong vai Lục công chúa Lam Nhi (Lam y tiên nữ Trương Thiên Khánh)
- Hoắc Tư Yến trong vai Thất công chúa Tử Nhi (Tử y tiên nữ Trương Thiên Vũ)

(Các tiên nữ được phân biệt theo màu sắc xiêm y: Đại công chúa - Đỏ, Nhị công chúa - Cam, Tam công chúa - Vàng, Tứ công chúa - Xanh lá, Ngũ công chúa - Xanh lá nhạt/ Xanh lam, Lục công chúa - Xanh dương, Thất công chúa - Tím)
- Phan Hồng trong vai Tây Vương Mẫu
- Lục Tiểu Linh Đồng trong vai Thái Thượng Lão Quân
- Trương Lập trong vai Lý Thiên Vương
- Cơ Kỳ Lân trong vai Xích Cước Đại Tiên
- Tu Khánh trong vai Âm Thực Vương
- Lưu Đông trong vai Thực Thần
- Trương Đồng trong vai Hắc Ưng
- Ngô Kiện trong vai Kim Tra
- Ngô Việt trong vai Ngư Nhật
- Tạ Nguyên Giang trong vai Mã Thiên Long
- Lâm Giang Quốc trong vai Liễu Nghi Tuyên